# Вероника дубравная
Веро́ника дубра́вная (лат. Veronica chamaedrys) — многолетнее травянистое растение, вид рода Вероника (Veronica) семейства Подорожниковые (Plantaginaceae)(ранее этот род включали в семейство Норичниковые (Scrophulariaceae), либо в самостоятельное семейство Верониковые (Veronicaceae)).

## Ботаническое описание

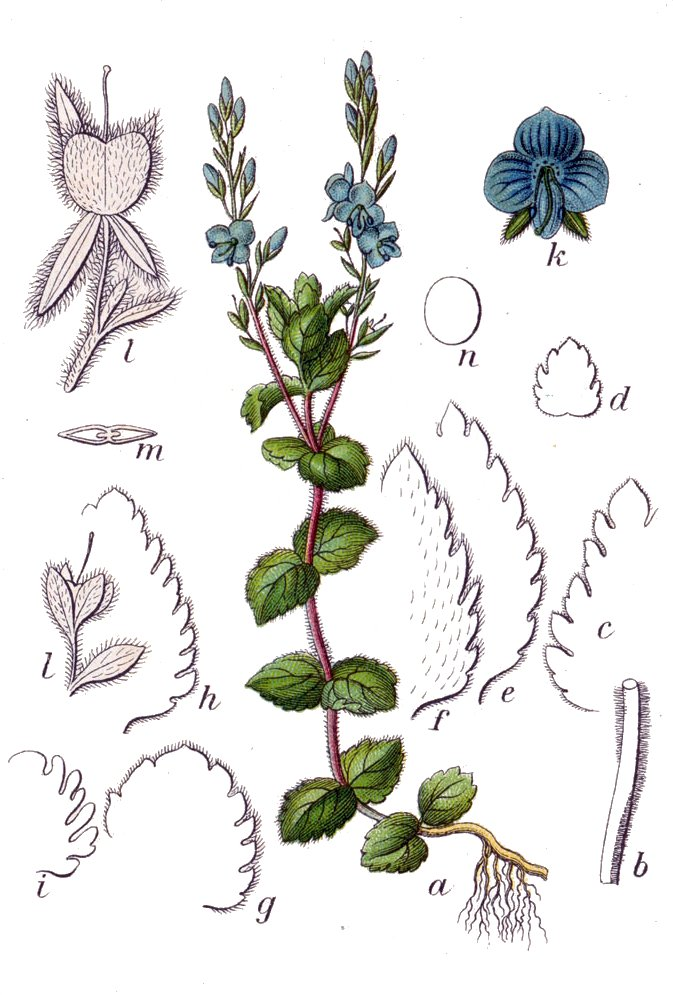

Корневище тонкое, ветвистое, ползучее. Стебли высотой 10—45 (до 50) см, с двумя рядами рассеянных мягких членистых волосков, чередующихся в различных междоузлиях, в остальном голые, у основания приподнимающиеся или распростёртые и укореняющиеся.
Листья округло-яйцевидные до продолговато-яйцевидных, длиной 1,5—3 см, шириной 1—2 см, туповатые, надрезанно-тупозубчатые или городчатые, редко почти перисторассечённые на тупые доли, опушённые, морщинистые, у основания округлые или почти сердцевидные. Нижние листья коротко черешчатые, остальные сидячие.
Кисти супротивные, рыхлые, малоцветковые, длиной 2—20 см, в пазухах двух-четырёх верхних листьев. Прицветники ланцетные или продолговатые, короче или равны чашечке и цветоножкам. Цветоножки нижних цветков длиннее прицветников и чашечки, при плодах прямые. Чашечка четырёхраздельная, более менее опушённая, с ланцетными долями, вдвое короче венчика; венчик диаметром 10—15 мм, с тремя широкими, почковидными или округлыми долями и одной яйцевидно-продолговатой, ярко-голубой, иногда белоокаймлённый, с тёмными жилками, иногда с белой нижней лопастью и зевом или розовый. Формула цветка Ч(4) Л(4) Т2 П2
Коробочки 2,5—3 мм длиной, 3,5—4 мм шириной, трёхгранно-обратносердцевидные, слегка опушенные или волосистые, по краю ресничатые, в полтора-два раза короче чашечки, сплюснутые, с треугольными лопастями, к основанию клиновидная, на верхушке с неглубокой выемкой; семена многочисленные, плоские, около 1 мм длиной, несколько меньше 1 мм шириной, яйцевидные, гладкие.
|                                                                       |  |  |
| Слева направо: Стеблевой лист. Прицветные листья. Цветок (увеличено). |  |  |

## Распространение и экология
Западная Европа: все страны, кроме островов Средиземного моря, быть может, отсутствует на юге Пиренейского полуострова, в Исландии — заносное; территория бывшего СССР: вся Европейская часть, кроме южной степной Украины, степного Кавказа, нижнего Дона и нижней Волги (южнее Волгограда), а также некоторых районов северо-востока, за Волгой южная граница идёт по линии: озеро Эльтон — Оренбург — Орск — Костанай — Тара, в Западной Сибири на левобережье Оби достигает почти Полярного круга, далее к востоку ареал резко сужается, постепенно смещаясь к самому югу лесной полосы; Азия: Турция, Китай (Джунгария); Северная Америка: США и Канада, занесена на северо-восток континента от провинции Принца Эдуарда до Онтарио, Нью-Джерси и Огайо.
Произрастает в светлых лесах, на опушках, среди кустарников, на лесных полянах, в садах и на полях, на субальпийских лугах; на высоте до 2500 м над уровнем моря на Кавказе.

### Консортивныесвязи
На листьях вероники дубравной образуют галлы личинки одного из видов комариков, округлые вздутия на верхушках её побегов возникают в результате поражения галлицей верониковой, обросшие волосками вздутия на верхушках побегов и соцветий образуются в результате деятельности клещей, цветки под влиянием клещей становятся махровыми.
Гусеницы пальцекрылок Stenoptilia pterodactyla питаются вероникой дубравной:46; а длинноусых молей Adella fibulella, Adella immaculata минируют бутоны, завязи, семена и повреждают листья.

## Хозяйственное значение и использование
В Сибири и на Дальнем Востоке ценится как медонос. В качестве лечебного средства культуру используют при заболеваниях:
-органов дыхания, в частности, верхних дыхательных путей;
-болезней печени и желчного пузыря;
-почек и мочевого пузыря;
-живота (кишечника), ЖКТ.
Настоями цветущей травы нормализуют работу сердца и деятельность ЖКТ, разжижают мокроту при кашле и простуде, снимают головную боль. Культура используется в качестве:
-кровоостанавливающего средства, если диагностированы внешние и внутренние кровотечения;
-мочегонной микстуры;
-чая, повышающего аппетит при истощении и тонизирующего организм -при климактерических расстройствах;
-наружного средства при грибковых болезнях кожи, включая золотуху, экзему, диатез, зуд половых органов.
Припарки из травы или компрессы прикладывают к местам ушибов и ранам. Настоями полощут полость рта и горло при ангинах и заболеваниях слизистой оболочки. Цветки и листки, растертые до появления сока, скатывают в шарики, прикладывают к коже при различных нарушениях, а отвары смешивают с растительным маслом и смазывают проблемные места. При появлении кровавой мочи у животных, им давали пить отвары из лекарственной вероники..

## Классификация

### Таксономия
- Veronica chamaedrys L., 1753, Sp. Pl. : 13

Вид Вероника дубравная включается в род Вероника (Veronica) семейства Подорожниковые (Plantaginaceae) порядка Ясноткоцветные (Lamiales) клады Ламииды, последовательно входящей в более крупные клады Астериды → Суперастериды → Эвдикоты → Цветковые растения. Таксономическая схема в соответствии с Системой APG IV по состоянию на июнь 2024 года:
|  |                          |  |                                   |                                   |                          |  | еще 23 семейства | еще 23 семейства |                        |  |                         |  | еще 507 подтвержденных видов и 147 видов, ожидающих подтверждения | еще 507 подтвержденных видов и 147 видов, ожидающих подтверждения |  |
|  |                          |  |                                   |                                   |                          |  | еще 23 семейства | еще 23 семейства |                        |  |                         |  | еще 507 подтвержденных видов и 147 видов, ожидающих подтверждения | еще 507 подтвержденных видов и 147 видов, ожидающих подтверждения |  |
|  |                          |  |                                   | порядок Ясноткоцветные            |                          |  |                  |                  | род Вероника           |  |                         |  |                                                                   |                                                                   |  |
|  |                          |  |                                   | порядок Ясноткоцветные            |                          |  |                  |                  | род Вероника           |  | 2 внутривидовых таксона |  |                                                                   |                                                                   |  |
|  | клада Цветковые растения |  |                                   |                                   | семейство Подорожниковые |  |                  |                  | вид Вероника дубравная |  |                         |  |                                                                   |                                                                   |  |
|  | клада Цветковые растения |  |                                   |                                   |                          |  |                  |                  |                        |  |                         |  |                                                                   |                                                                   |  |
|  |                          |  | ещё 63 порядка цветковых растений | ещё 63 порядка цветковых растений |                          |  |                  | еще 106 родов    | еще 106 родов          |  |                         |  |                                                                   |                                                                   |  |
|  |                          |  |                                   | ещё 63 порядка цветковых растений |                          |  |                  |                  | еще 106 родов          |  |                         |  |                                                                   |                                                                   |  |